# Oederemia subperla
Oederemia subperla là một loài bướm đêm trong họ Noctuidae.